# 野村茂夫
野村 茂夫（のむら しげお、1934年10月22日 - 2021年2月4日）は、日本の中国哲学者、愛知教育大学名誉教授。

## 人物・来歴
岐阜県出身。1958年大阪大学文学部哲学科中国哲学専攻卒業。同大学大学院文学研究科博士課程単位修得退学。大阪大学助手、愛知教育大学助教授、教授。97年定年退官、名誉教授、皇學館大学教授。2006年退任。
2015年4月瑞宝中綬章受章。
2021年2月4日に死去。86歳没。

## 著書
- 『書経』明徳出版社 中国古典新書 1974、新装版2012
- 『鑑賞中国の古典 第4巻 老子・荘子』角川書店 1988
  - 『老子・荘子　中国の古典』角川ソフィア文庫 2004。抜粋版
- 『千字文を読み解く』大修館書店 2005

### 共訳・注
- 『世界の大思想 第2期 第1』河出書房新社 1968。「荘子」担当
- 『中国思想文集』武田秀夫共編 学術図書出版社 1982
- 『老子』木村英一訳 講談社文庫 1984。補注
- 『荘子　中国の古典』編訳 講談社 1987
- 『中国思想文選』宇佐美一博共編 学術図書出版社 1990

## 論文
- 野村茂夫